# Latakia
Latakia, Lattakia sau Latakiyah (în arabă اللَاذِقِيَّة sau al-Lādhiqīyah) este principalul oraș portuar al Siriei, precum și capitala guvernoratului Latakia. Din punct de vedere istoric, el a fost, de asemenea, cunoscut sub numele de Laodicea în Siria sau Laodicea ad Mare. În plus față de servirea acestuia ca port maritim, orașul este un centru de producție înconjurând orașele și satele agricole. Conform recensământului oficial din 2004, populația orașului este de 383.786. Populația sa a crescut foarte mult ca urmare a actualului război civil sirian, datorită afluxului de refugiați din zonele rebele și teroriste. Este cel de-al patrulea și cel mai mare oraș din Siria după Alep, Damasc și Homs și se învecinează spre sud cu Tartus, spre est și Idlib în nord, în timp ce Capul Apostolos Andreas, cel mai cunoscut vârf din nord-estul Ciprului este de aproximativ 109 kilometri departe.

## Etimologie
Ca și multe orașe seleucide, Latakia a fost numită după un membru al guvernării dinastiei. Mai întâi a fost numit ca „Laodikeia pe Coasta” (în greacă  Λαοδίκεια ἡ Πάραλος) de Seleucus I Nicator în onoarea mamei sale, Laodice. În latină, numele său a devenit Laodicea ad Mare. Numele original se suprapune în forma sa ca "al-Ladhiqiyyah" (arabă  اللاذقية), din care franceză Lattaquié și Latakia sau Lattakia în engleză. Pentru otomani, era cunoscută sub numele de limba turcă Lazkiye.